# Nix K
Nikola Klemić (Sisak, 12. lipnja 1996.), poznatiji pod umjetničkim imenom Nix K, hrvatski je glazbeni producent. Najpoznatiji je po svojim singlovima "Struggle" (hrv. "Borba"), "Make a Toast" ("Nazdravimo"), "I Just Want" ("Ja Samo Želim") i po svojoj electro-dance glazbenoj grupi Podočnjaci.

## Karijera
Nikola Klemić rođen je u Sisku, a odrastao u Kutini. Kao mlad je počeo producirati pod umjetničkim imenom Nix K, što je izvedeno iz njegovog imena i prezimena, ali posljednjih godina producira glazbu za grupu Podočnjaci čiji je ujedno i član. Godine 2015. počeo je samostalno objavljivati svoje prve pjesme "Agony", "Struggle", "I just want". Početkom 2020. zajedno s beachboyem19 (David Šalković) i Sinistom Rukyem (Karlo Rukavina) osnovao je elektroničku grupu zvanu Podočnjaci. Podočnjaci su se proslavili izdavanjem prvih singlova "Papuče", "Šiške" i nedugo nakon debi albuma Ispod Očiju. Album prvijenac grupe, Ispod Očiju, bio je njihov prijelomni album zbog kojeg su potpisali ugovor s poznatom hrvatskom diskografskom kućom yem.

## Diskografija

### Albumi
| Naslov                                   | Detalji                                                                                           |
| ---------------------------------------- | ------------------------------------------------------------------------------------------------- |
| Podočnjaci - Ispod očiju                 | - Objavljen: 21. srpnja 2021. - Disk. kuća: yem - Formati: preuzimanje u mp3 formatu, streaming   |
| Podočnjaci - Kako se riješiti Podočnjaka | - Objavljen: 17. siječnja 2025. - Disk. kuća: yem - Formati: preuzimanje u mp3 formatu, streaming |

### EP-ovi
| Podočnjaci - Brzi EP      | - Objavljen: 1. svibnja 2022. - Disk. kuća: yem - Formati: preuzimanje u mp3 formatu, streaming  | Podočnjaci - Intro EP | - Objavljen: 8. kolovoza 2022. - Disk. kuća: yem - Formati: preuzimanje u mp3 formatu, streaming |
| Podočnjaci - Remix Pack I | - Objavljen: 9. prosinca 2022. - Disk. kuća: yem - Formati: preuzimanje u mp3 formatu, streaming |                       |                                                                                                  |

### Singlovi
| Naslov                                                 | Godina |
| ------------------------------------------------------ | ------ |
| "Nix K - Struggle"                                     | 2015.  |
| "Nix K - Aqua"                                         | 2015.  |
| "Nix K - Agony"                                        | 2015.  |
| "Nix K & Jane - Struggle"                              | 2015.  |
| "Nix K & Gytlaz - I Just Want"                         | 2016.  |
| "Nix K - Unshakeable"                                  | 2017.  |
| "Nix K - No 2 U"                                       | 2017.  |
| "Nix K - Make a Toast"                                 | 2018.  |
| "Nix K & Gytlaz - Symphony"                            | 2018.  |
| "Podočnjaci - Snađi se"                                | 2020.  |
| "Podočnjaci - Pozeru"                                  | 2020.  |
| "Podočnjaci - Tekst"                                   | 2020.  |
| "Podočnjaci - Šiške"                                   | 2020.  |
| "Podočnjaci - Papuče"                                  | 2021.  |
| "Podočnjaci - Pucamo"                                  | 2022.  |
| "Podočnjaci - I opet"                                  | 2022.  |
| "Podočnjaci - Predsoblje"                              | 2022.  |
| "Podočnjaci x Iggy Biznis x Džoni Paranoja - Umjetnik" | 2023.  |
| "Nix K - Echoes"                                       | 2023.  |
| "Podočnjaci - Laboratorij"                             | 2023.  |
| "Podočnjaci - Jeez"                                    | 2023.  |
| "Podočnjaci - Zalazak"                                 | 2023.  |
| "Podočnjaci - Tvoje oči"                               | 2024.  |

## Vanjske poveznice
- Službena web-stranica  Arhivirana inačica izvorne stranice od 8. siječnja 2023. (Wayback Machine)
- Instagram
- YouTube
- Spotify
- Deezer
- Apple Music
- Tidal